# شرکت راه‌آهن اسلواکی
شرکت راه‌آهن اسلواکی (انگلیسی: The Railway Company of Slovakia) شرکت دولتی ترابری ریلی در اسلواکی است، که در سال ۲۰۰۴ تأسیس شد.